# Gemelliporina glabra
Gemelliporina glabra is een mosdiertjessoort uit de familie van de Cleidochasmatidae. De wetenschappelijke naam van de soort is, als Gemellipora glabra, voor het eerst geldig gepubliceerd in 1873 door Smitt.